# Oranjesluizen
De Oranjesluizen zijn een complex van schutsluizen in het IJ. Ze vormen de grens tussen het Binnen- en het Buiten-IJ en dragen bij aan het op peil houden van de waterhoogte in het Noordzeekanaal. Ze zorgen er ook voor dat er niet te veel zilt water uit het Noordzeekanaal in het IJmeer komt. Bij een verschil tussen het Buiten- en Binnen-IJ van meer dan 1,45 meter wordt er niet meer geschut. De sluizen worden beheerd door Rijkswaterstaat.
Het complex strekt zich uit van het dorp Schellingwoude op de noordoever van het IJ tot de noordpunt van het Zeeburgereiland, een plek die vroeger bekendstond als de Paardenhoek.

## Schutsluizen
Het complex bestaat uit drie kleinere sluizen bedoeld voor kleine beroepsvaart en pleziervaart, een grote sluis voor de binnenvaart, een inlaat en twee vispassages.
De oudste en kleinere sluizen hebben deuren die open en dicht kunnen klappen. De schutkolken van deze sluizen meten 14 bij 67 meter (twee stuks) en de middelste sluis is iets groter en meet 18 bij 90 meter.
In 1995 kwam een nieuwe en nog grotere sluis gereed, de Prins Willem-Alexandersluis. Deze heeft een kolk van 24 bij 200 meter en schuifdeuren die over een hydrovoet glijden: een zeer dunne laag water.
De sluizen worden bediend vanuit twee bedieningsgebouwen, noord en zuid. Bedienpost noord verzorgt het verkeer door de Noorder-, Midden- en Zuidersluis. Vanuit bedienpost zuid wordt de Prins Willem Alexandersluis bediend en deze post begeleidt al het scheepvaartverkeer. Van hieruit wordt ook de Schellingwouderbrug geopend en gesloten.
Jaarlijks passeren ongeveer 120.000 schepen door de sluizen, min of meer gelijk verdeeld over beroeps- en recreatievaart. Wandelaars en fietsers kunnen over de sluizen het IJ oversteken. Ook is er een vispassage, waar een grote variatie van vissoorten gebruik van maakt.
Verder zijn er faciliteiten om zoetwater uit de Markermeer in te laten om het brakke water in het Binnen-IJ richting IJmuiden te stuwen, omgekeerd kan bij hoogwater ook water in het Markermeer worden gelaten.

## Geschiedenis

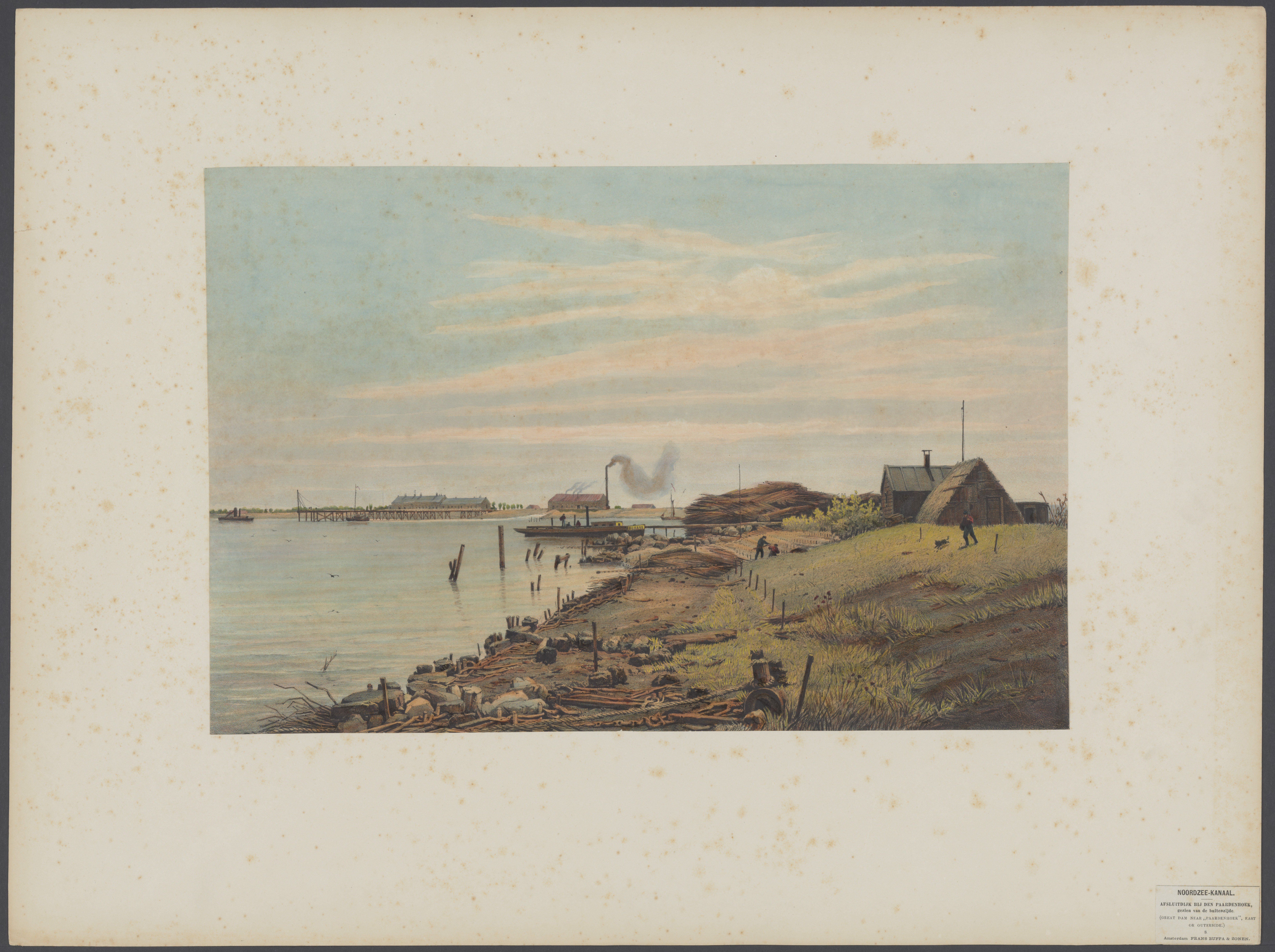
Afsluitdijk bij de Paardenhoek (19e eeuw).

Na lange discussies ging in 1865 de eerste spade de grond in voor het Noordzeekanaal. Tegelijk werd begonnen met de bouw van de Oranjesluizen. Om de waterstand in het kanaal goed te kunnen regelen, was het noodzakelijk om het IJ aan de oostzijde af te sluiten van de Zuiderzee. Aanvankelijk wilde men dat doen met een dam met slechts één sluis erin en een stoomgemaal. Op aandringen van Amsterdammers en van binnenschippers werd besloten het aantal sluizen te verhogen tot drie, zodat scheepvaart tussen Amsterdam en de Zuiderzee goed mogelijk bleef.
Justus Dirks maakte het ontwerp, en De Amsterdamsche Kanaal-Maatschappij, de onderneming die de bouw van het Noordzeekanaal leidde, stelde de waterbouwkundige Johannis de Rijke aan als opzichter van de bouw van de Oranjesluizen. Koning Willem III legde op 29 april 1870 de eerste steen. Er was toen al vijf jaar met veel tegenslag gewerkt aan de aanleg van de kistdam die het grootste deel van de afsluiting vormde. Op 25 september 1872 voer het eerste schip door de sluis.
Voor het personeel (sluismeester, ingenieur, kantonnier en sluisknechten) werden in totaal 23 woningen ten noorden van de sluizen (tegen Schellingwoude aan) gebouwd. In 1909 kwam er een telegraaf- en hulppostkantoor bij gericht op binnenvaartschippers, dit naar een ontwerp van rijksbouwmeester Cornelis Peters.
Het stoomgemaal aan de noordkant van de sluizen werd al in 1895 vervangen door een nieuwe aan de zuidkant. En in 1975 werd dit weer vervangen door een elektrisch gemaal bij de Sluizen van IJmuiden. Op de fundamenten van het eerste stoomgemaal is in 1975 een vispassage gemaakt.
Door toenemende drukte in de jaren 70 en 80 van de 20e eeuw ontstonden soms gevaarlijke situaties wanneer beroepsvaart en plezierschepen door dezelfde sluis wilden. Bovendien waren binnenvaartschepen sinds 1872 aanzienlijk groter geworden. Daarom werd een aparte sluis gebouwd voor de binnenvaart, de Prins Willem-Alexandersluis. Deze werd in 1995 geopend.
Tussen 1997 en 2000 werd het oude complex ingrijpend gerenoveerd en gemoderniseerd: de fundering werd vernieuwd en de sluizen kregen dubbelkerende deuren. De sluis is nu gereserveerd voor de recreatievaart.
Een kunstwerk herinnert aan de renovatie. Het werk is een ontwerp van J. Driessen, hij was werkzaam als architect bij Haskoning. Het kunstwerk bestaat uit kolommen uit boorgaten in de sluismuren, ijzeren balken met tanden die gebruikt werden om de sluisdeuren te bedienen en in de top een koperen mistbel.

## Foto's

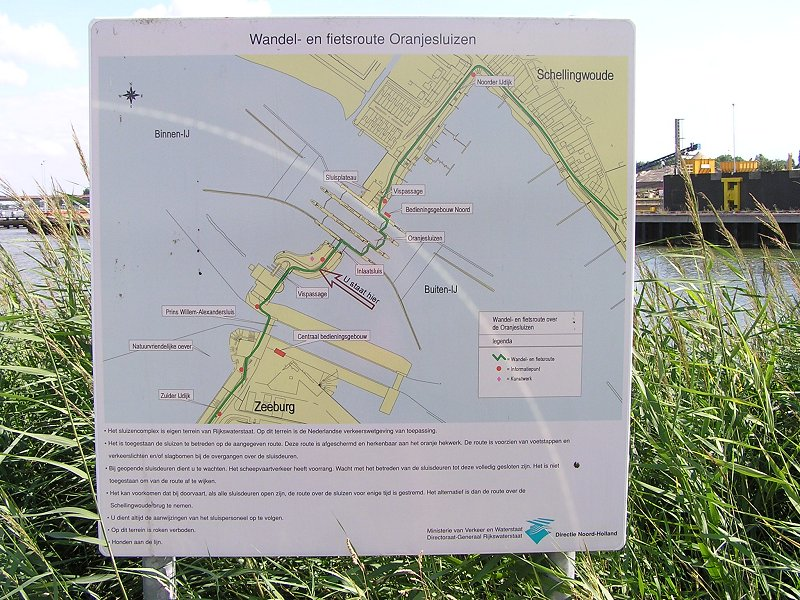
Plattegrond Oranjesluizen.
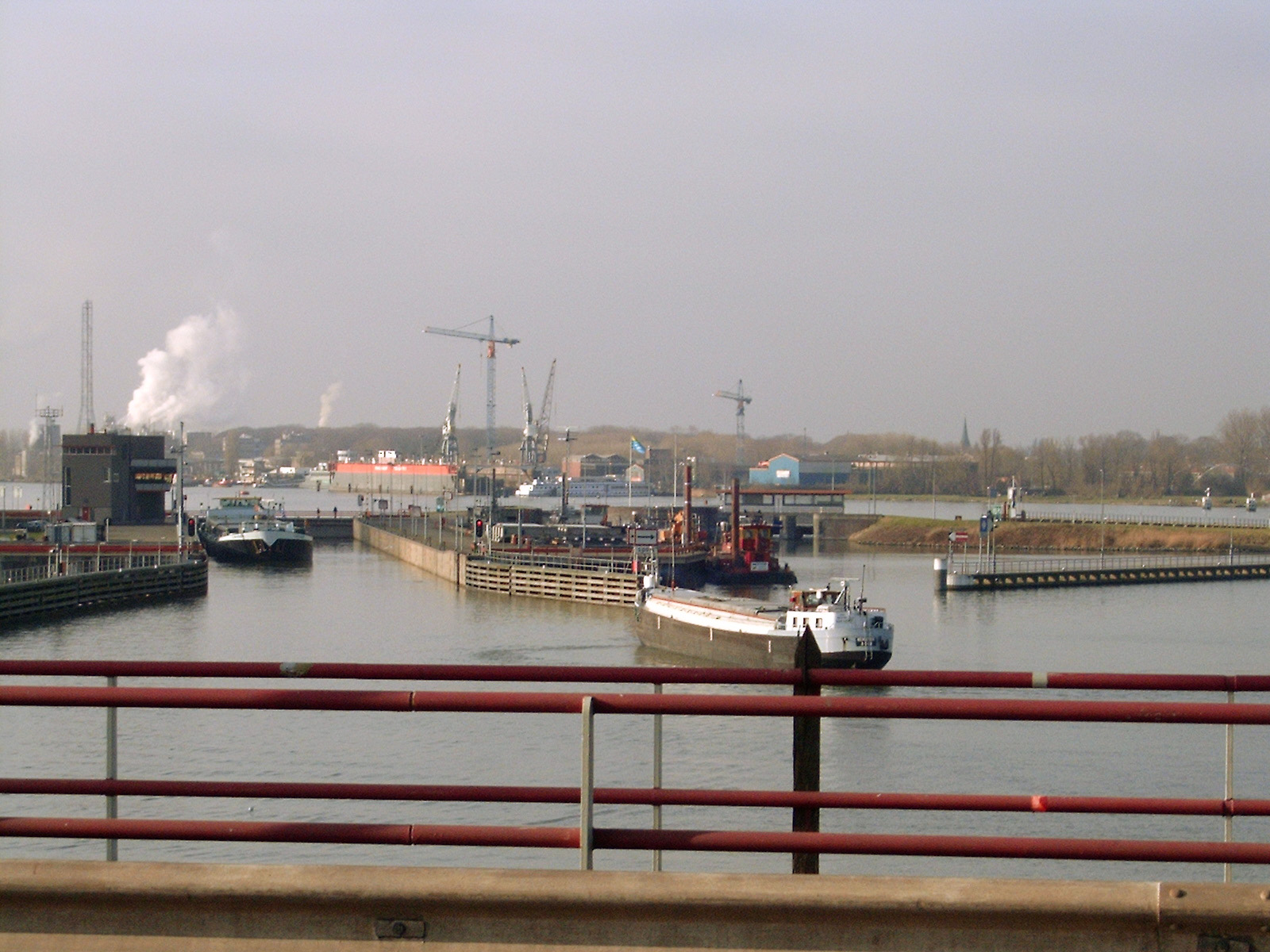
De Oranjesluizen gezien vanaf de Schellingwouderbrug.
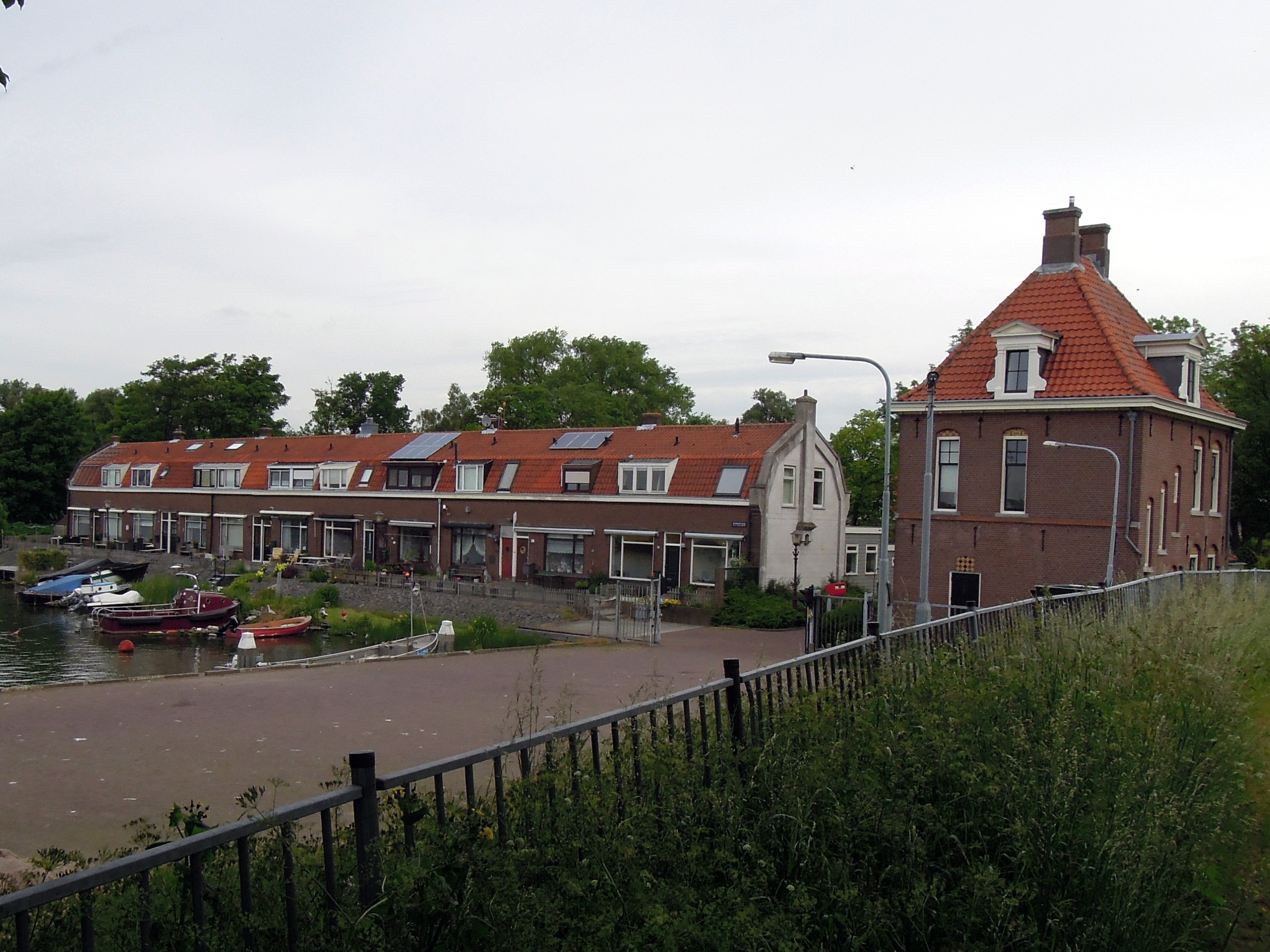
Woningen sluisknechten en helemaal rechts het voormalig telegraaf- en hulppostkantoor.
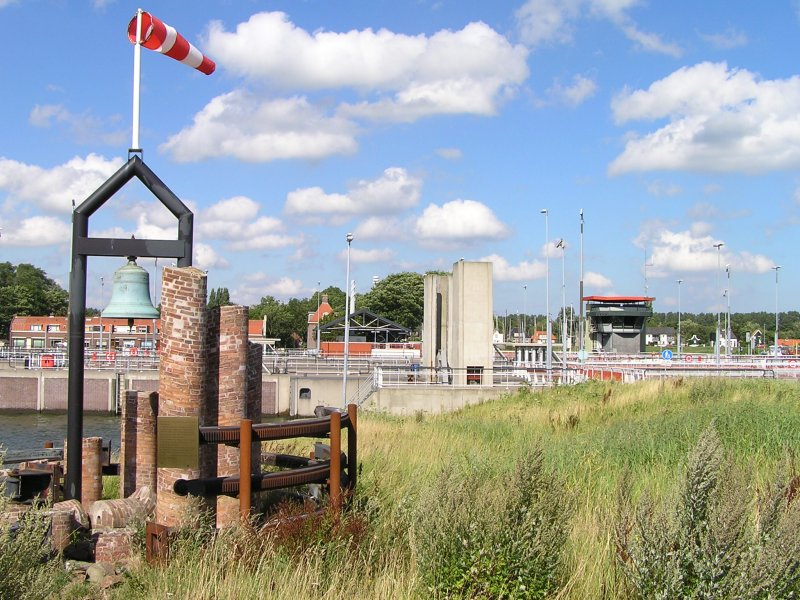
Kunstwerk bij de Oranjesluizen, gezien naar het noorden.